# Anything Goes (bài hát của Cole Porter)
"Anything Goes" là bài hát do Cole Porter sáng tác cho bản nhạc kịch Anything Goes (1934).

## Bản của Tony Bennett và Lady Gaga

### Xếp hạng
| Bảng xếp hạng (2014)                 | Vị trí cao nhất |
| ------------------------------------ | --------------- |
| Bỉ (Ultratip Flanders)               | 53              |
| Bỉ (Ultratip Wallonia)               | 39              |
| Pháp (SNEP)                          | 178             |
| Italy (FIMI)                         | 65              |
| Japan (Billboard Japan Hot 100)      | 44              |
| Mexico (Mexico Airplay)              | 22              |
| Russia Airplay (Tophit)              | 223             |
| Tây Ban Nha (PROMUSICAE)             | 40              |
| UK Singles (Official Charts Company) | 174             |
| UK Airplay (Official Charts Company) | 35              |
| US Jazz Digital Songs (Billboard)    | 1               |

## Lịch sử phát hành
| Vùng      | Ngày                | Định dạng              | Nhãn                           | Chú thích |
| --------- | ------------------- | ---------------------- | ------------------------------ | --------- |
| Nhiều nơi | 29 tháng 7 năm 2014 | Tải nhạc               | Streamline Interscope Columbia | [ 11 ]    |
| Ý         | 29 tháng 7 năm 2014 | Contemporary hit radio | Universal                      | [ 12 ]    |